# 冥府行星

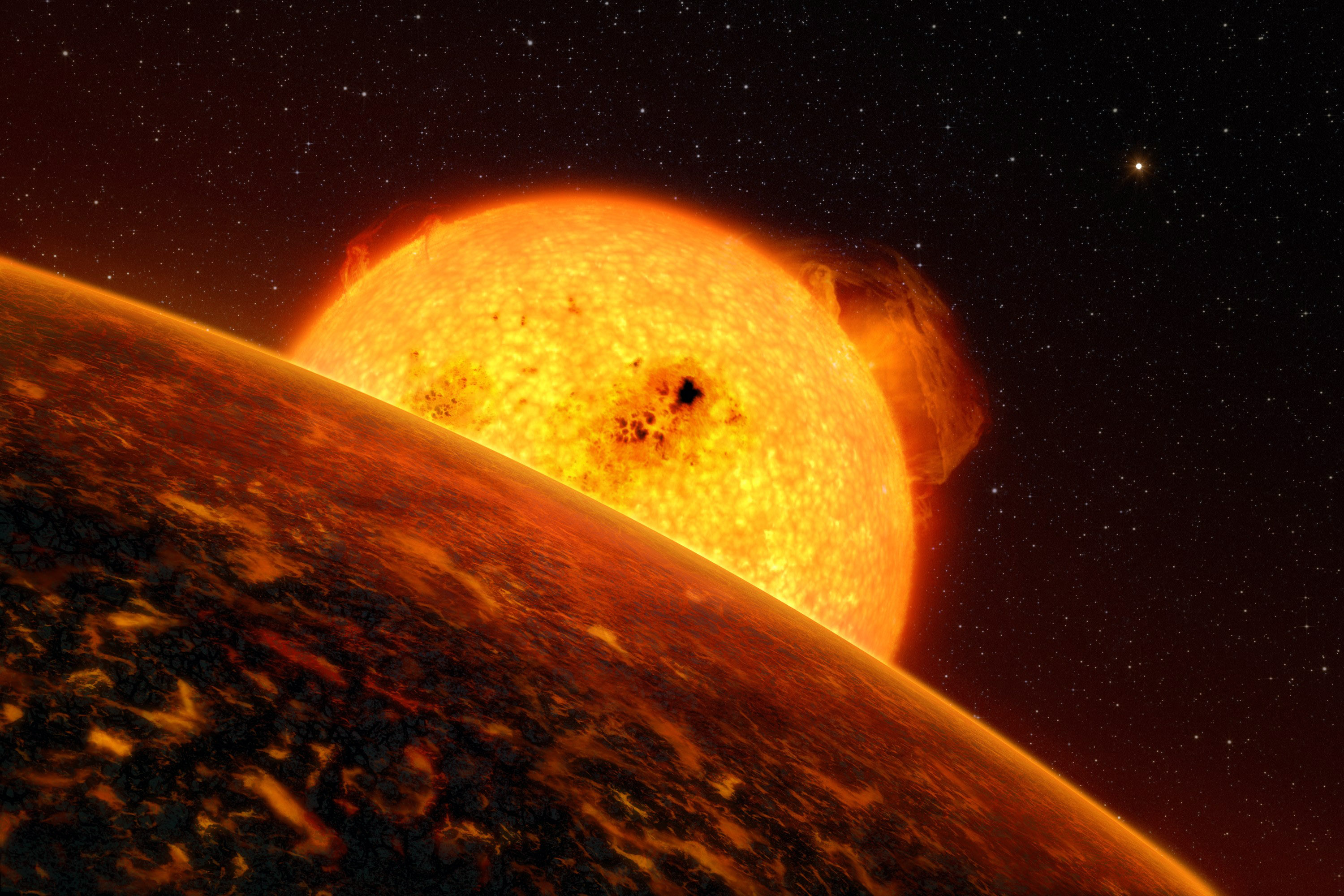
藝術家觀點中的柯洛7b。

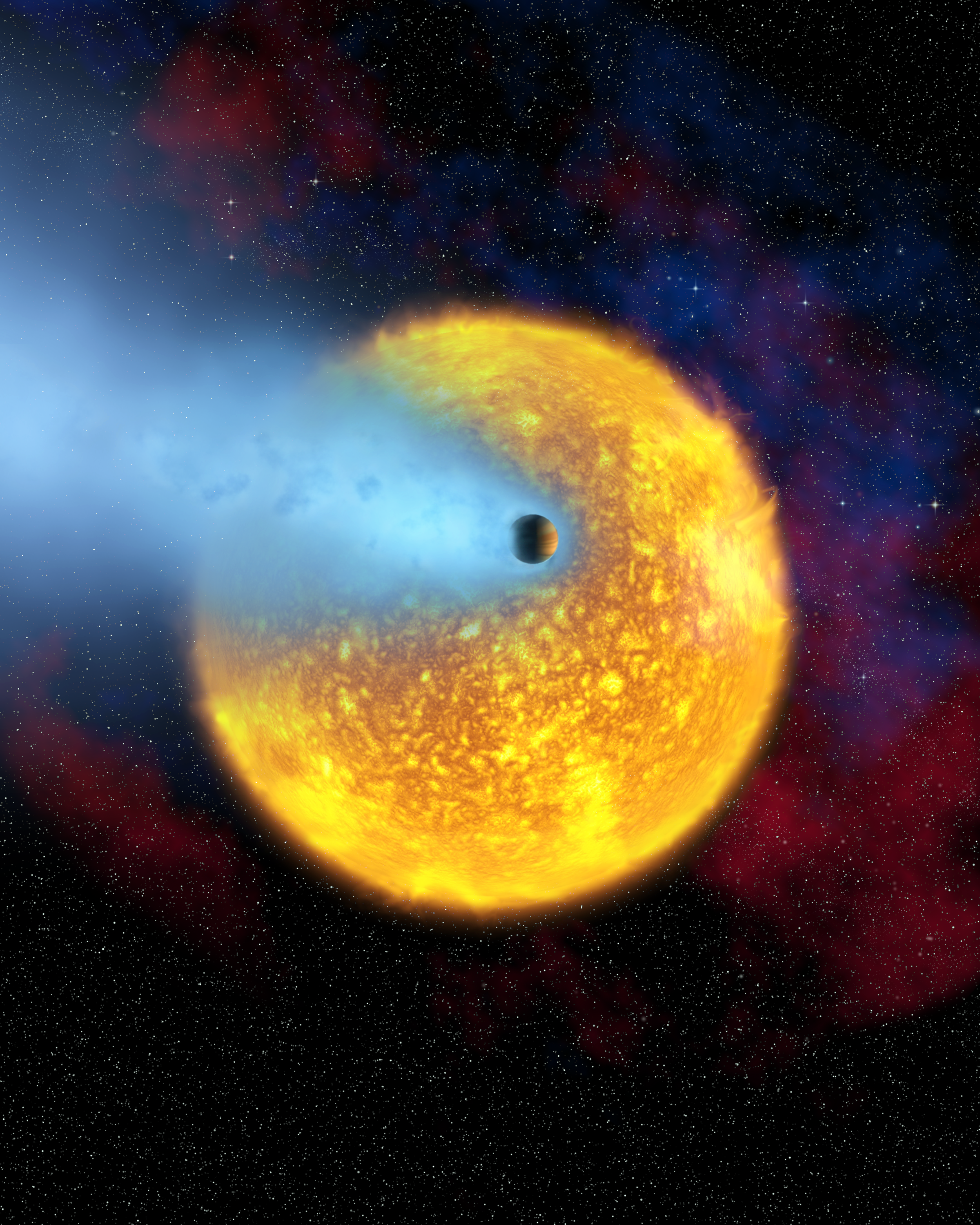
藝術家觀點中的正橫越過母恆星的HD 209458 b。

冥府行星（Chthonian，发音为/ˈkθoʊniən/，有時會拼錯為Cthonian），是一種假設中的天體類型，成因是外圍數層的氫和氦被剝離之後的氣體巨星。這些大氣層被剝離是行星過度接近恆星的結果，殘餘的岩石或金屬核心在許多方面將類似於類地行星。
HD 209458 b（欧西里斯）是大氣層被剝離過程中行星的一個例子，但是它本身尚不是一顆冥府行星，在可見未來內也還不會成為冥府行星（有些科學家建議水星是一顆冥府行星，因為它的高密度和富含金屬的核心，但除此之外沒有其它的相似之處）。
柯洛7b可能是被發現的第一顆冥府行星。
Chthonia 這個名詞是由Hébrard等所開始使用的，為希臘文，其意思是「在地球之下」，一般指来自地狱地下的希腊神灵。